# Oratorio dei Disciplini (Clusone)
L'oratorio dei disciplini di Clusone, in val Seriana, provincia di Bergamo, è un edificio di origine medievale, posto di fronte alla basilica di Santa Maria Assunta, voluto dalla confraternita dei disciplini come sede del proprio ordine.
L'edificio, dalla struttura semplice, possiede affreschi di grande valore, situabili tra il 1470-1471 ed  1484-1485, come riportato dai registri della congregazione, dipinti dal pittore clusonese Giacomo Borlone de Buschis, raffiguranti il Trionfo della morte e la Danza Macabra nella sua parte esterna e la vita di Gesù con la Crocifissione nella sua parte interna.

## Storia
La costruzione dell'edificio, dedicato all'Madonna Annunciata risale alla metà del XIV secolo ed era di piccole dimensioni. Della struttura originare rimane solo la porta d'ingresso ad arco.
Nel XV secolo il fabbricato venne ampliato e ridedicato a san Bernardino da Siena che aveva proprio in quel secolo predicato a Bergamo e nella bergamasca, e che divenne il santo protettore dei disciplini clusonesi.
Nel 1673 venne ampliata la parte a ovest dove è presente l'affresco del trionfo della morte di Giacomo Borlone de Buschis, e aggiunto un terzo oratorio. Venne aperta una porta esterna con una scala a ridosso degli affreschi danneggiandoli in modo irreparabile.
Durante il XVII secolo fu aggiunto un porticato che contribuì a rovinare gli affreschi anche della facciata dell'oratorio.
Fu Gabriele Rosa il primo a studiare gli affreschi dell'edificio nel 1846, e malgrado non avesse individuato l'autore, colse il valore artistico in particolare della parte superiore che raffigura il trionfo della morte unica rappresentazione di questo tema.
Già nel 1868 si tentò una prima opera di restauro, rimuovendo la scala esterna. Si susseguirono, negli anni, numerosi restauri: nel 1901, 1903, fino a quello del 2001-2002; proprio durante questo ultimo, fu scoperto un piccolo vano decorato con affreschi raffiguranti la Madonna della Misericordia che, aprendo il manto protegge tutti i disciplini, e un Cristo flagellato con a fianco due santi.

## Descrizione

### Esterno

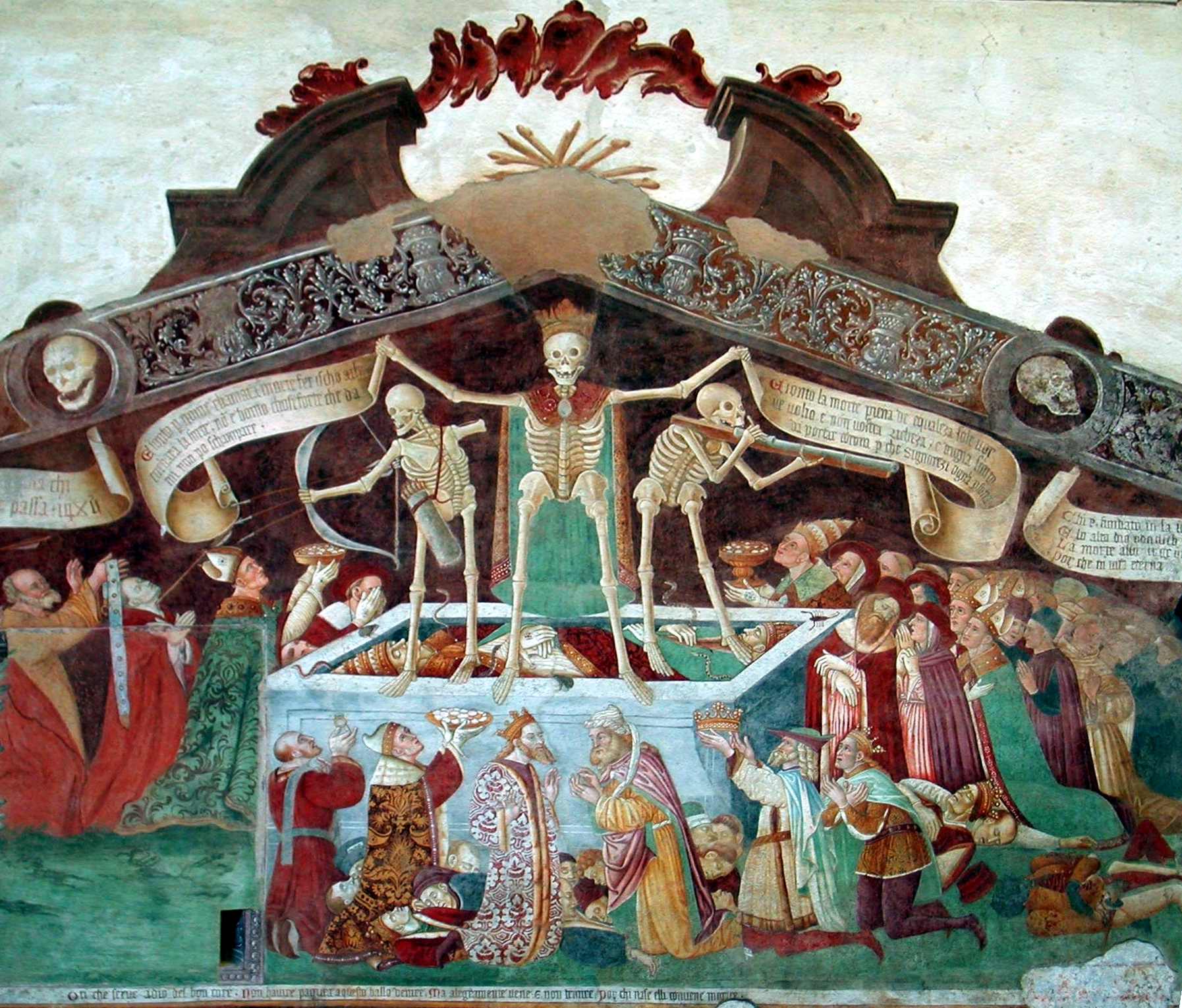
Trionfo e danza della morte, affresco sulla facciata

All'esterno, sulla parete di facciata, i dipinti dei macabri si dividono in cinque parti disposti su tre registri, eseguiti dal pittore clusonese Giacomo Borlone de Buschis. Venne indicato autore dell'opera il Busca grazie ai documenti recuperati nell'archivio di Stato di Milano che collegavano un Jachobo pentori de Borlonis con la confraternita dei disciplini di Clusone per il pagamento del ciclo la Vita di Gesù che si trova all'interno dell'oratorio.

Grazie all'intuizione di Franco Mazzini nel 1965 che collegò questi affreschi con quelli simili di Solto Collina che erano firmati JACOBUS DE BUSCHIS DE CLIX[ON]E venne resa molto possibile l'aggiudicazione all'artista clusonese diventando quasi una certezza.
- Registro superiore: Trionfo della Morte e Incontro dei tre vivi e dei tre morti;
- Registro mediano: Danza macabra;
- Registro inferiore: Lacerti del ciclo con i Dannati e i Giusti.

#### Il testamento
Restauri e ricerche eseguite alla fine del Novecento, hanno riportato alla luce una serie di testamenti. Uno solo è interamente leggibile, è un rogato «adi XII del miso de' februaro del ano 1485» stilato dal notaio Angelino di Cai. Riporta la donazione di terreni in cambio della celebrazione di alcune messe di suffragio tra «Ser Gadaldo del Cavalino di Scalvion». Rendere un testamento pubblico da essere leggibile da qualsiasi passante, rendeva maggior obbligo in quanto metteva il lettore quale garante, presumibilmente perché mai la confraternta venisse meno alle condizioni così scritte: e cum questo che may per alchuno tempo di quello consorcio de disiplina non possa vender, donar, allienar, promutar, translatar né contracambiar, ypoticar ni obligar quelli pezi de terra

### Interno

#### Storie della vita di Gesù

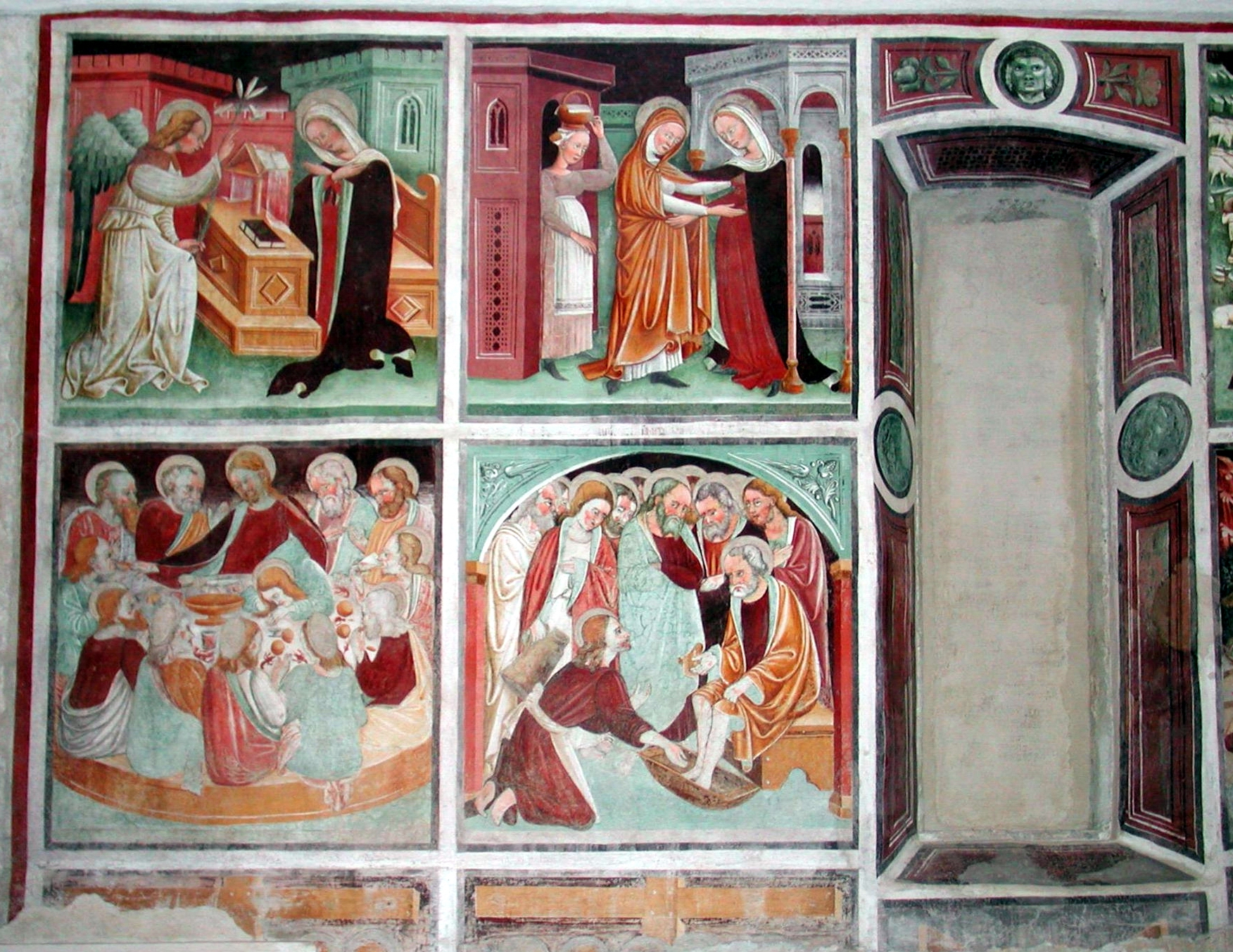
Affresco della storia della vita di Gesù

La parte esterna dell'oratorio ha subito vari cambiamenti che ne hanno cancellato alcune parti. L'ingresso principale presenta il trigramma di san Bernardino, e sotto il portico sono conservate alcune lapidi presenti nell'antico cimitero posto intorno alla basilica, contrariamente nella parte interna i cambiamenti furono molto pochi: negli anni sono variati il numero degli altari ed è stata sicuramente chiusa una finestra.
Gli affreschi dell'interno raccontano le storie della vita di Gesù in riquadri posti su tre fasce sovrapposte, iniziando dalla parte superiore destra, proseguendo fin sul fondo della parte sinistra; si inizia con l'Annunciazione, la Visitazione della Beata Vergine Maria, per proseguire con la raffigurazione della vita di Gesù fin dalla sua infanzia, continuano con gli episodi della vita pubblica per terminare con gli eventi della Passione, il tutto legato all'ordine liturgico che intercorre tra il Natale e la Pasqua.

#### Crocefissione

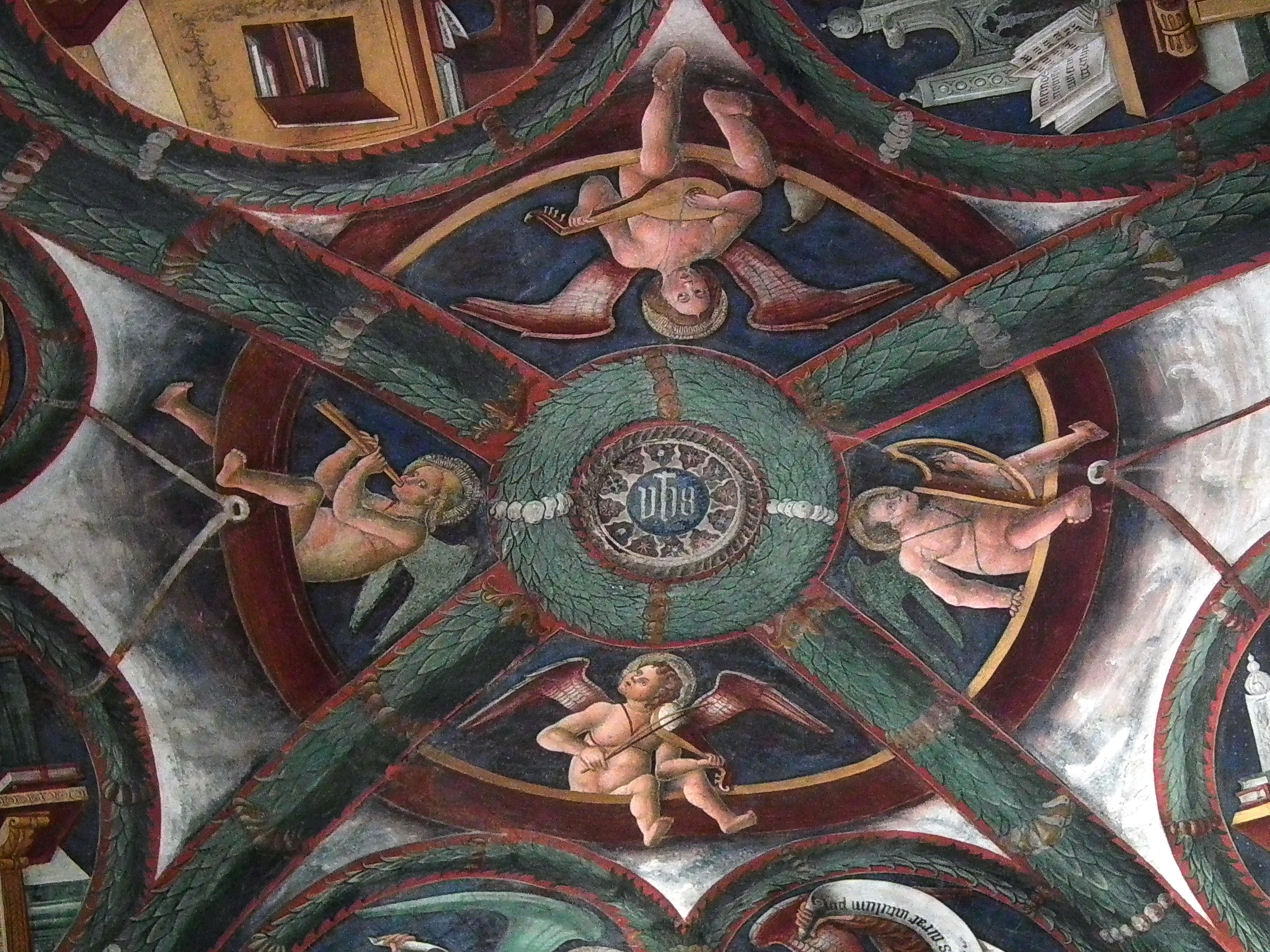
Affreschi interni

L'affresco è posto sopra l'arco a punta ogivale che racchiude il presbiterio è datato 1471 con la firma sul lato destro nel pittore CHOB PINXIT ed è racchiuso dentro una decorazione floreale. Centrale la figura di Cristo in croce con a fianco i due ladroni. Tutto l'affresco converge verso questo centro. 
I personaggi della crocifissione nominati nei vangeli vengono tutti rappresentanti in questo spazio, arricchito anche da molti aspetti simbolici, come l'anima dei due ladroni raffigurata da un bambino che uscendo dalla loro bocca passa nelle mani del diavolo, mentre passa nelle mani di un angelo per il ladrone che secondo le scritture ha ricevuto il perdono. Durante il Medioevo i due ladroni rappresentavano le due chiese, quella che credeva nella nuova fede, e la Sinagoga che rimaneva fedele a quella vecchia. I soldati che portano il vessillo romano avente la scritta SPQR. Le pie donne sul lato sinistro dell'affresco, in contrapposizione sul lato destro i soldati che si giocano le vesti con i dadi.
Questo dipinto è vicino in alcune parti al grande affresco della Crocifissione presente nella chiesa di Santa Maria Assunta di Esine opera della fine del XV secolo di Giovanni Pietro da Cemmo, ed entrambi riprendono l'interpretazione medioevale dell'episodio evangelico.

#### Volta del presbiterio
Sulla volta del presbiterio si trovano affrescate su otto edicole esagonali le raffigurazioni dei profeti. Ognuno di loro tiene in mano un cartiglio dove oltre al nome, viene anche riportato una frase che ricorrere nel proprio libro, strettamente indicante alla morte e alla salvezza dalla morte, così da fare collegamento con la Danza Macabra all'esterno.

## Opere lignee
Sui due lati dell'aula che danno accesso al presbiterio, vi sono le due statue di san Bernardino da Siena, di difficile aggiudicazione e  San Sebastiano bellissimo lavoro di Francesco Belinzeri datato 1472, come risulta dal contratto che i disciplini avevano convenuto con l'artista.

## Galleria d'immagini: interno

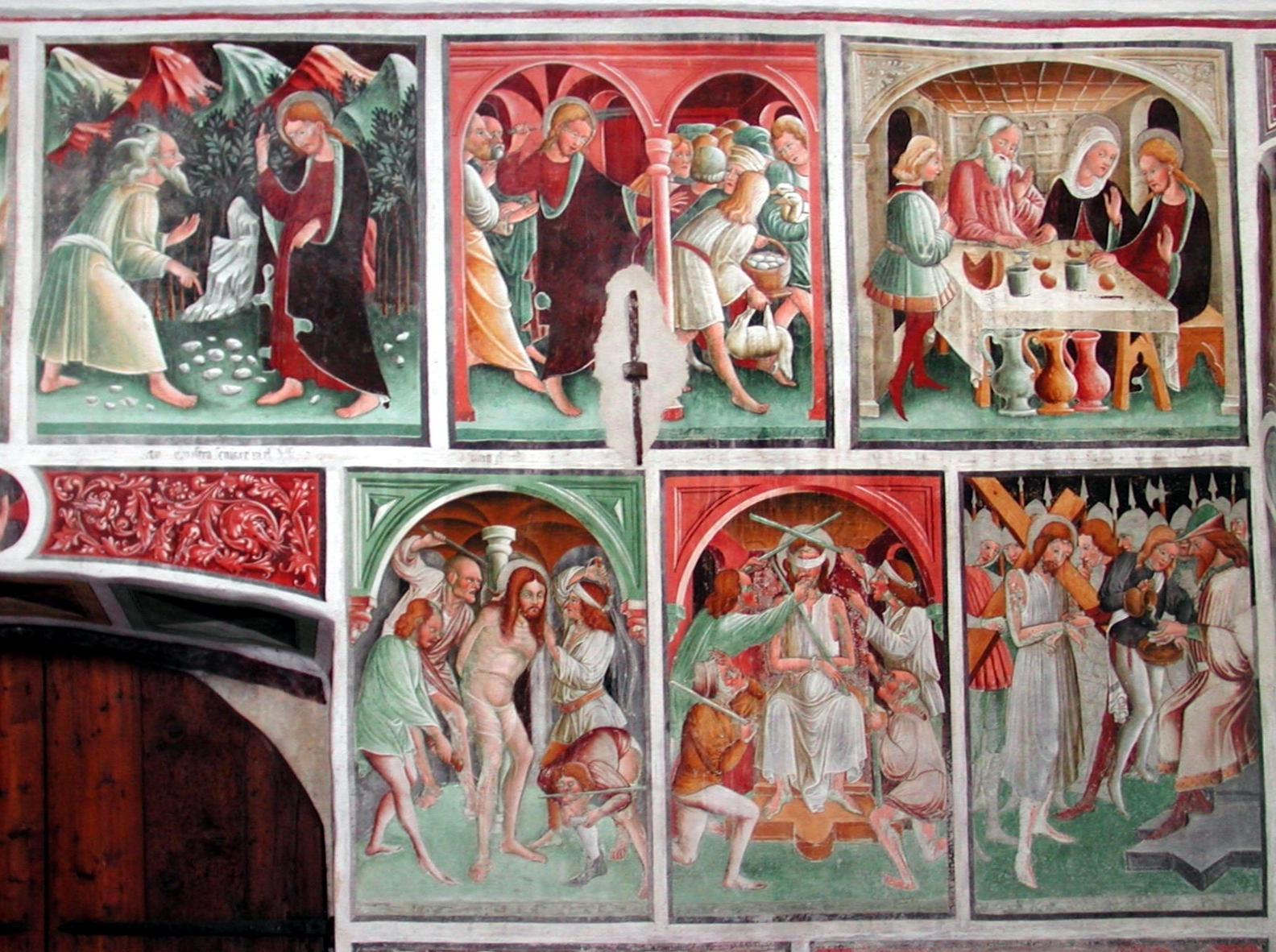
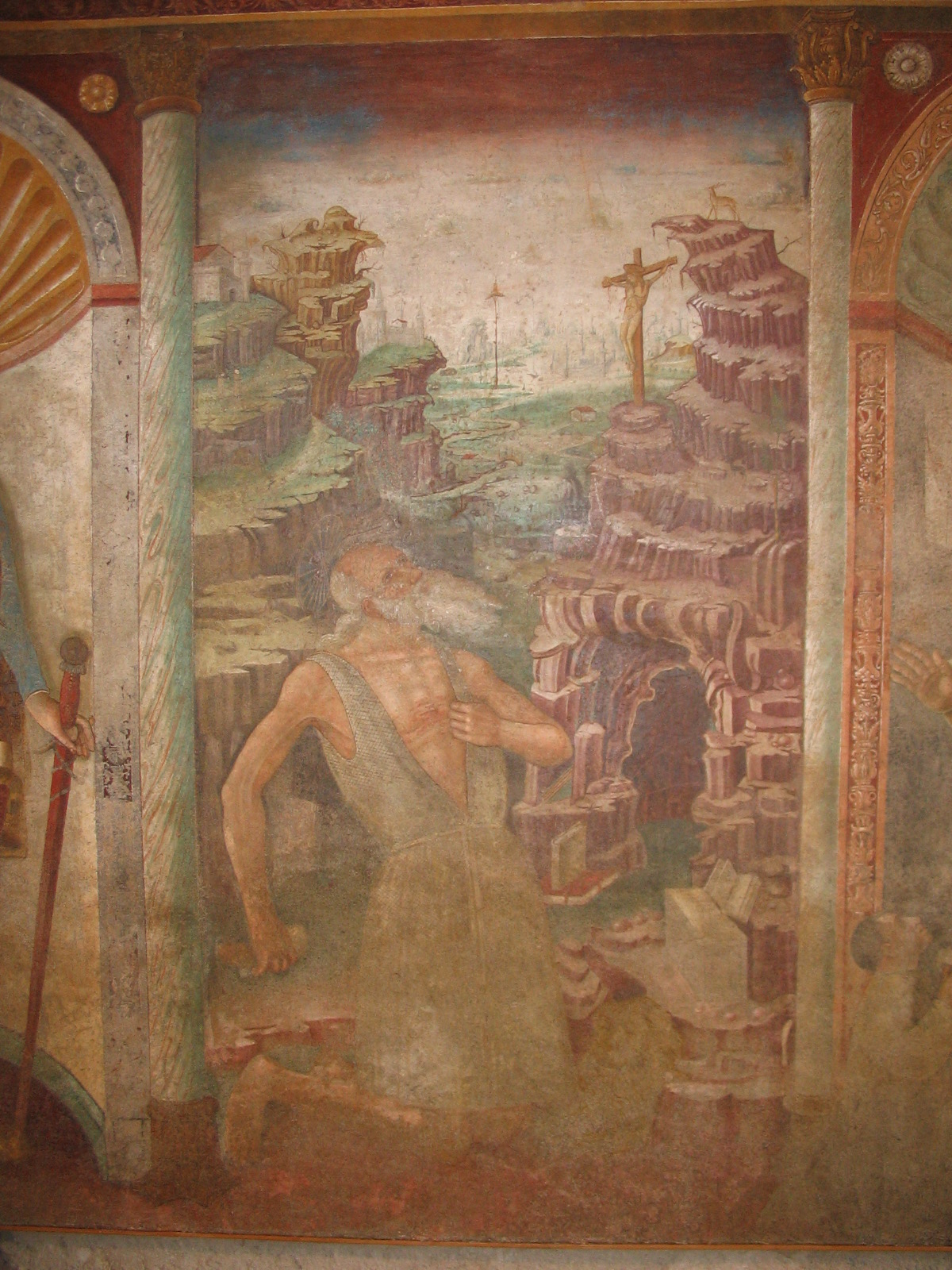
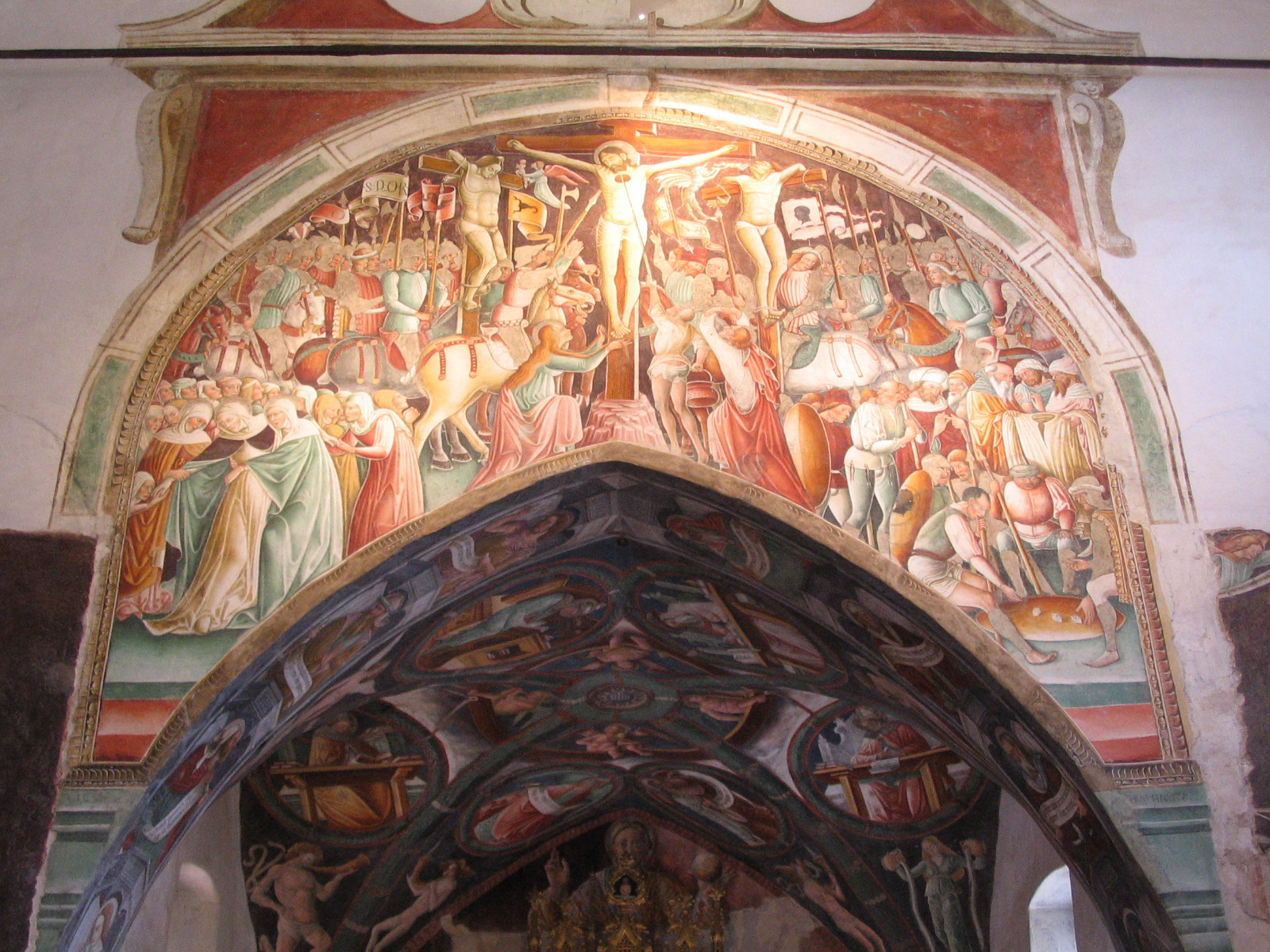
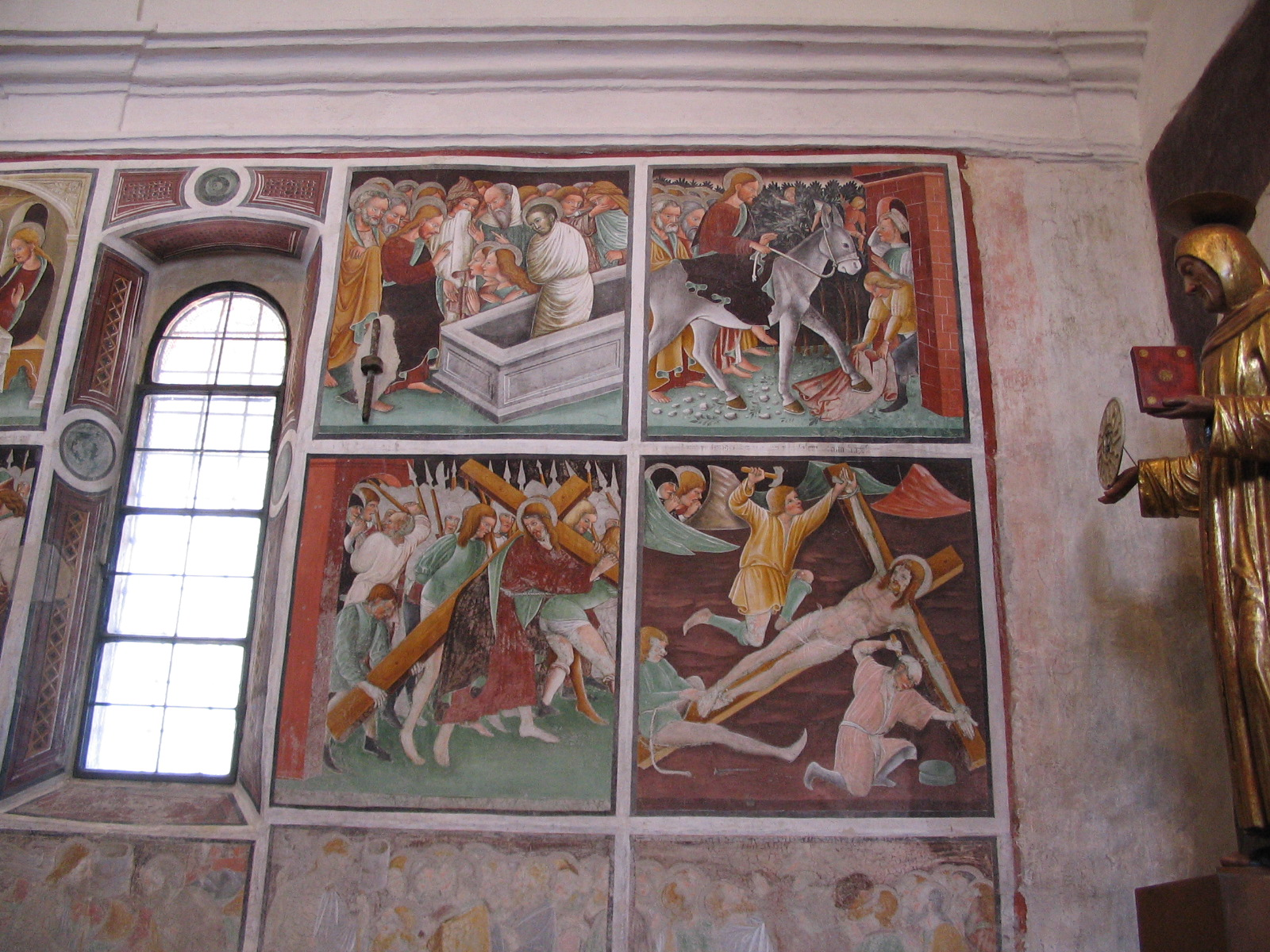
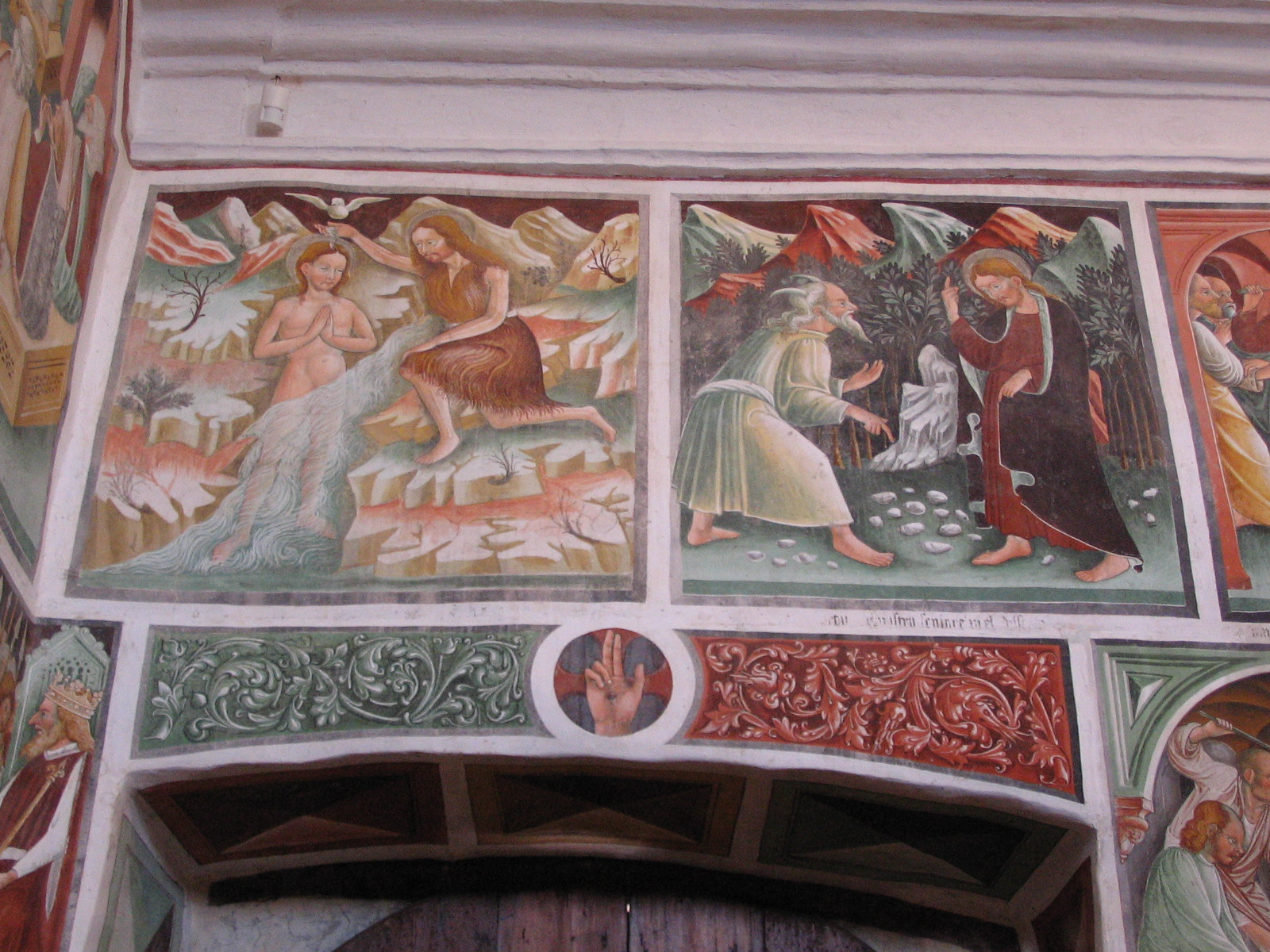
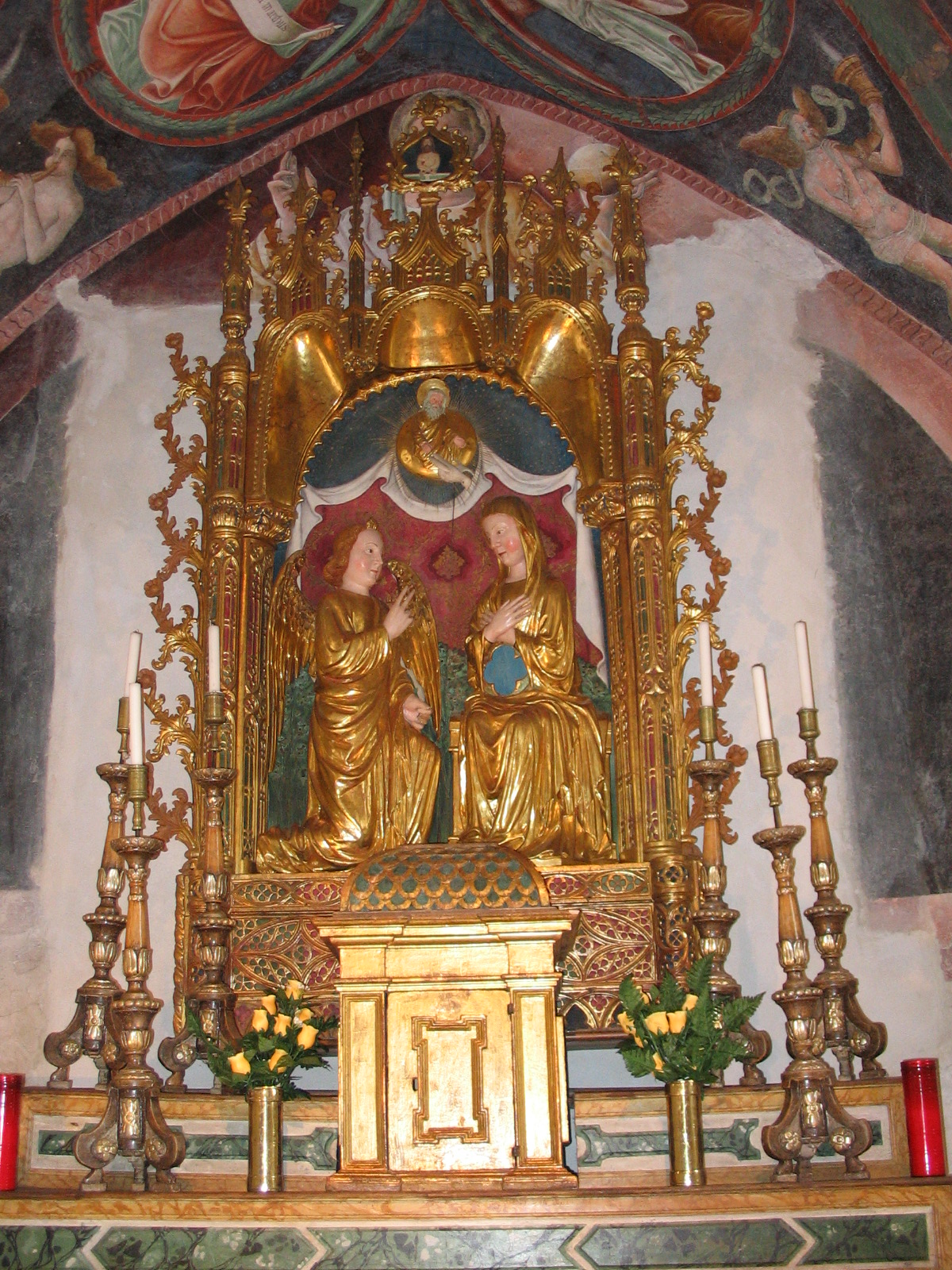
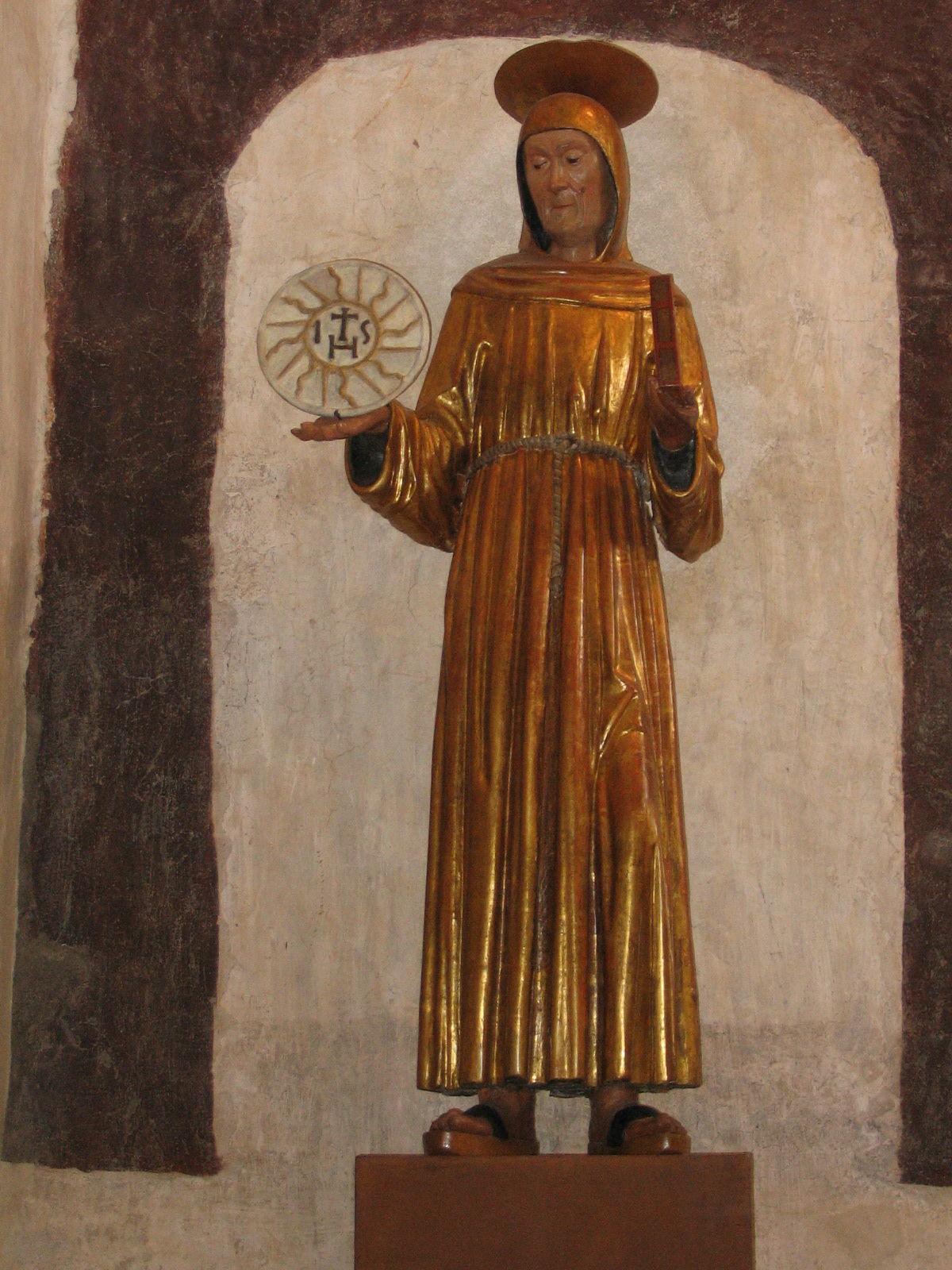

## Immagini: esterno

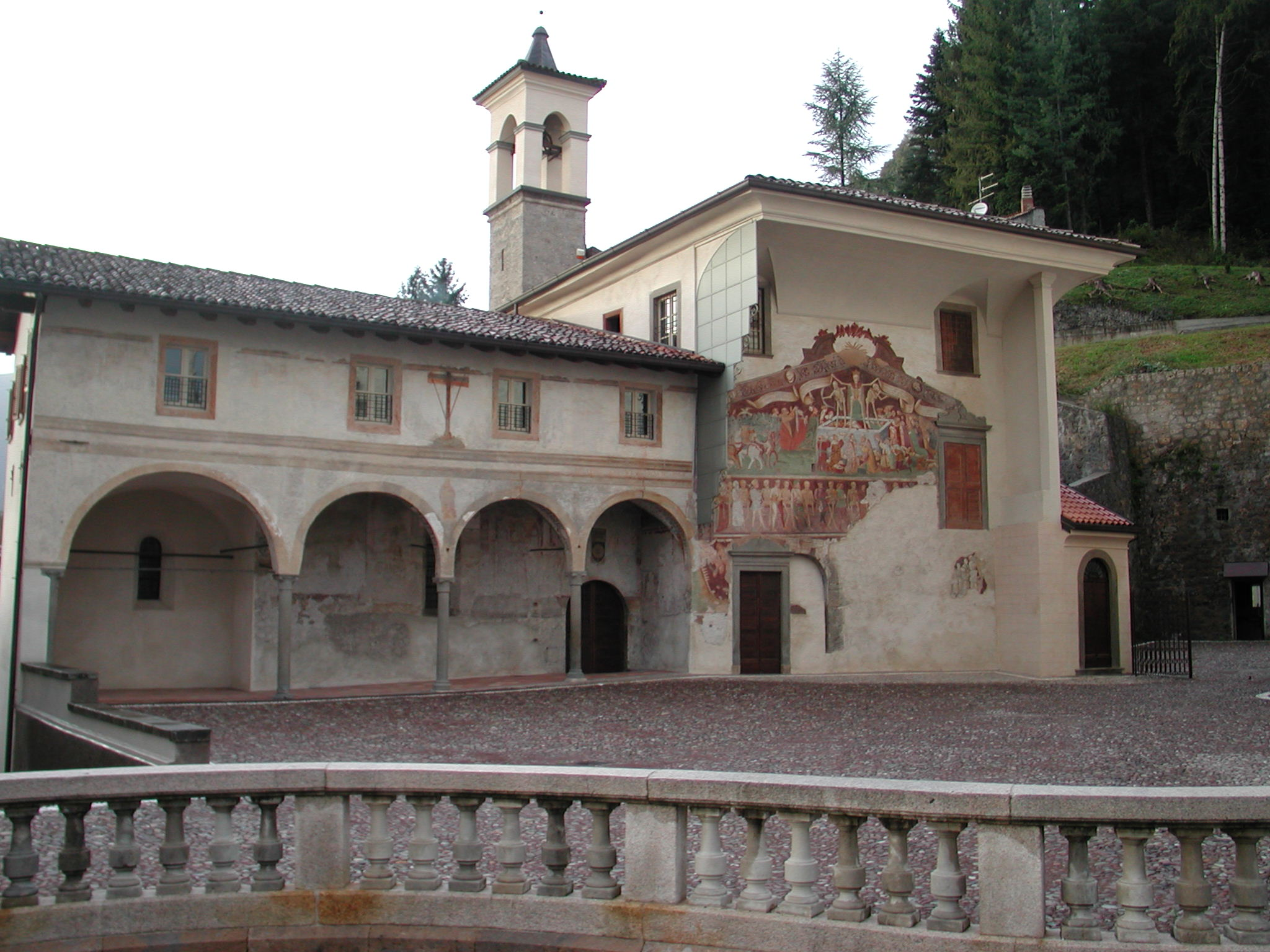
Oratorio dei Disciplini
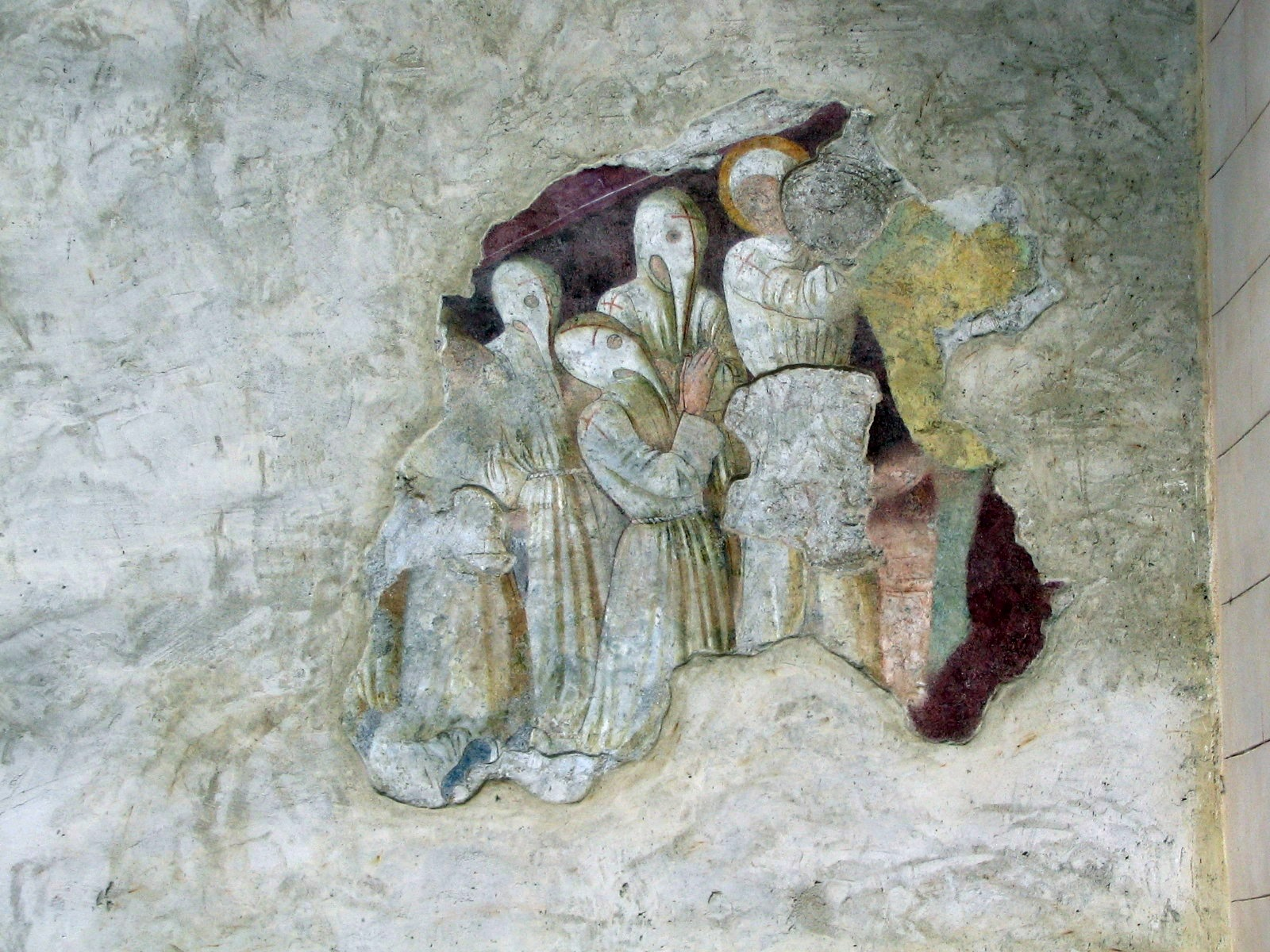
I disciplini
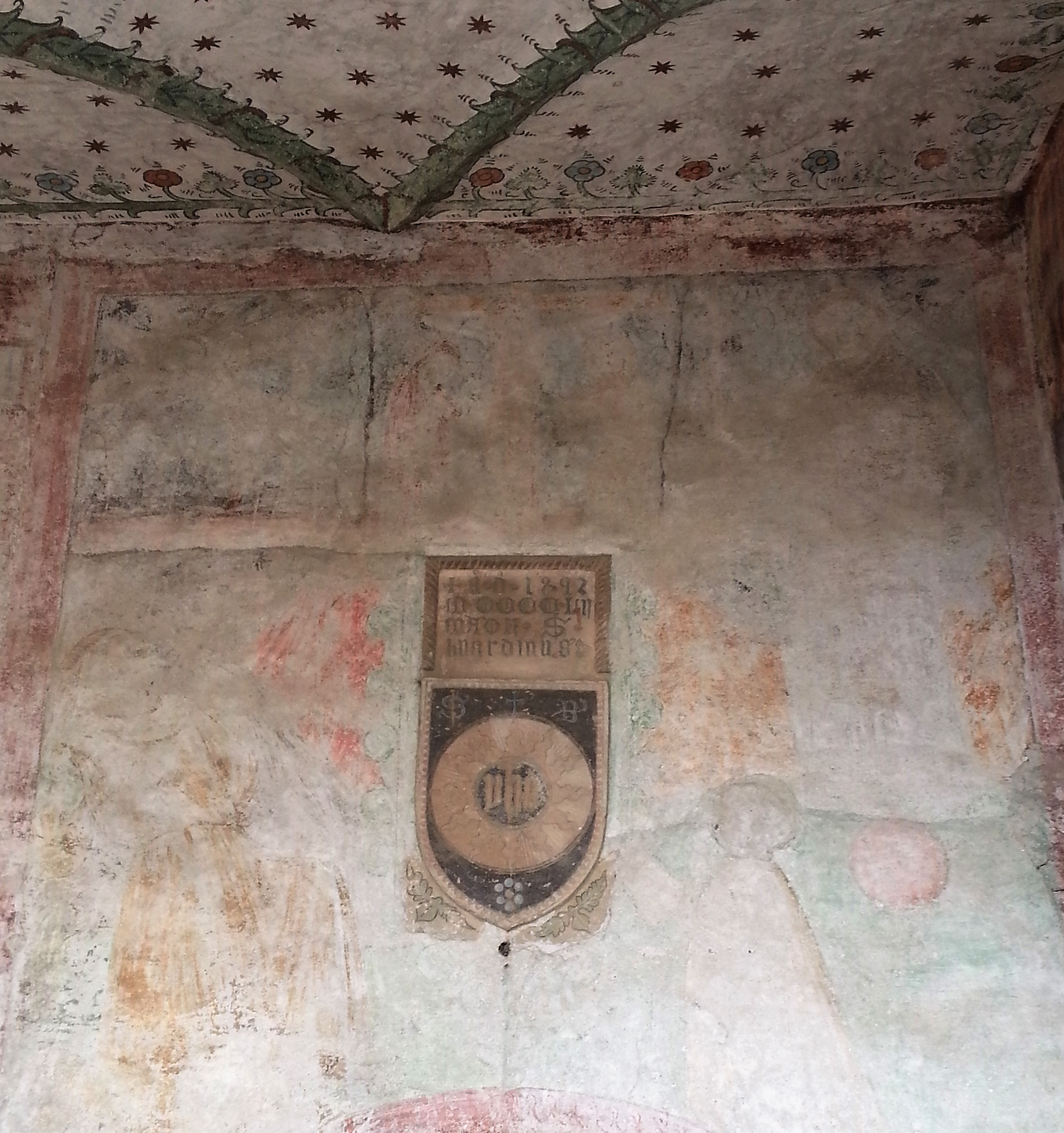
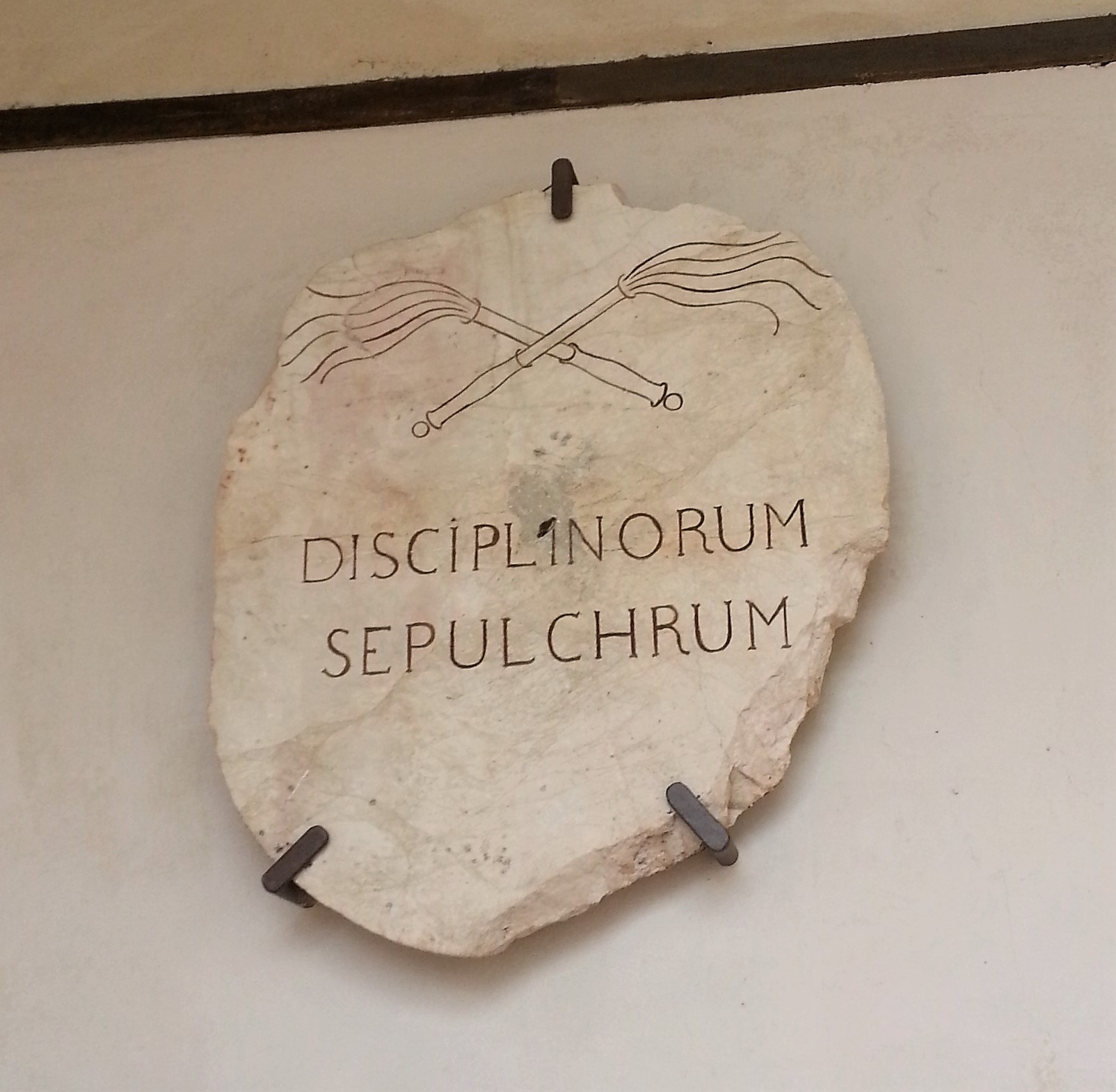